# Manderson-White Horse Creek
Manderson-White Horse Creek es un lugar designado por el censo ubicado en el condado de Shannon en el estado estadounidense de Dakota del Sur. En el Censo de 2010 tenía una población de 626 habitantes y una densidad poblacional de 42,15 personas por km².

## Geografía
Manderson-White Horse Creek se encuentra ubicado en las coordenadas 43°14′6″N 102°29′29″O / 43.23500, -102.49139. Según la Oficina del Censo de los Estados Unidos, Manderson-White Horse Creek tiene una superficie total de 14.85 km², de la cual 14.85 km² corresponden a tierra firme y (0%) 0 km² es agua.

## Demografía
Según el censo de 2010, había 626 personas residiendo en Manderson-White Horse Creek. La densidad de población era de 42,15 hab./km². De los 626 habitantes, Manderson-White Horse Creek estaba compuesto por el 1.6% blancos, el 0% eran afroamericanos, el 98.08% eran amerindios, el 0% eran asiáticos, el 0% eran isleños del Pacífico, el 0.16% eran de otras razas y el 0.16% pertenecían a dos o más razas. Del total de la población el 3.67% eran hispanos o latinos de cualquier raza.